# 長伝寺 (葛飾区)
長伝寺（ちょうでんじ）は、東京都葛飾区にある新義真言宗の寺院。新四国四箇領八十八箇所霊場第33番札所。

## 歴史
1550年（天文19年）、阿闍梨良寛によって開山された。1668年（寛文8年）と1704年（宝永元年）の水害で多くの寺宝や記録を失った。後に阿闍梨深清によって中興された。阿闍梨深清は治水の守護仏として十一面観世音菩薩を持ち込んでいる。
墓地には、儒学者の横田玄鱗の墓がある。横田は頼山陽や篠崎小竹とも親交があったという。

## 交通アクセス
- 金町駅より徒歩23分（経路案内）。